# Telephone (chanson)
Vous lisez un « article de qualité » labellisé en 2011.  Il fait partie d'un « bon thème ».
Pour les articles homonymes, voir Téléphone (homonymie).
Singles de Lady Gaga
Bad Romance
(2009) Alejandro
(2010)
Singles par Beyoncé
Put It in a Love Song
(2010) Run the World (Girls)
(2011)
Pistes de The Fame Monster
Dance in the Dark
(5) So Happy I Could Die
(7)
Telephone est une chanson sortie en 2010, enregistrée et écrite par la chanteuse américaine Lady Gaga, issue de son second album The Fame Monster avec la participation de Beyoncé Knowles. Gaga écrit initialement la chanson pour Britney Spears, toutefois, cette dernière refuse finalement d’ajouter le morceau sur son album Circus. Gaga récupère alors la chanson pour son album, invitant Beyoncé en tant que collaboratrice vocale à la suite de sa propre invitation sur le titre Video Phone de Beyoncé. Le sujet d'inspiration de cette chanson est la peur de suffocation de Gaga, d’être si oppressée par le travail au point de ne plus avoir de temps libre. Gaga explique que dans la chanson, l’interlocutrice du téléphone lui dit de travailler encore plus dur. Musicalement, Telephone est d’un style très diversifié, abordant un genre pop, électronique et dance. La chanson contient également quelques lignes R&B chantées par Beyoncé. Le titre s'est écoulé à plus de 10 millions d'exemplaires à travers le monde début 2018.
Telephone est apprécié par la critique contemporaine, celle-ci décrivant ce single comme une chanson très entrainante. Le morceau se classe dans les hit-parades de plusieurs pays, principalement en raison des ventes numériques lors de la sortie de The Fame Monster et, par la suite, des ventes physiques, atteignant ainsi de bonnes positions dans les classements en Australie, au Canada, aux États-Unis, en Hongrie, en Nouvelle-Zélande, aux Pays-Bas, en Suède et même la première place en Belgique, au Danemark, en Norvège et au Royaume-Uni. La chanson est interprétée pour la première fois en direct et en version acoustique lors des Brit Awards 2010, le 16 février 2010. La performance est un medley avec Dance in the Dark interprété en hommage au défunt styliste Alexander McQueen. Telephone est également ajoutée au Monster Ball européen, n’étant pas présente dans la partie américaine de la tournée.
Gaga explique que le vidéoclip de cette chanson est une continuation de celui de Paparazzi, et qu’il est aussi présenté comme un court métrage. Il présente Gaga dans une prison de laquelle Beyoncé l’aide à se libérer afin de se venger de son petit copain. Il rend un hommage à la carrière du cinéaste Quentin Tarantino.

## Écriture et inspiration

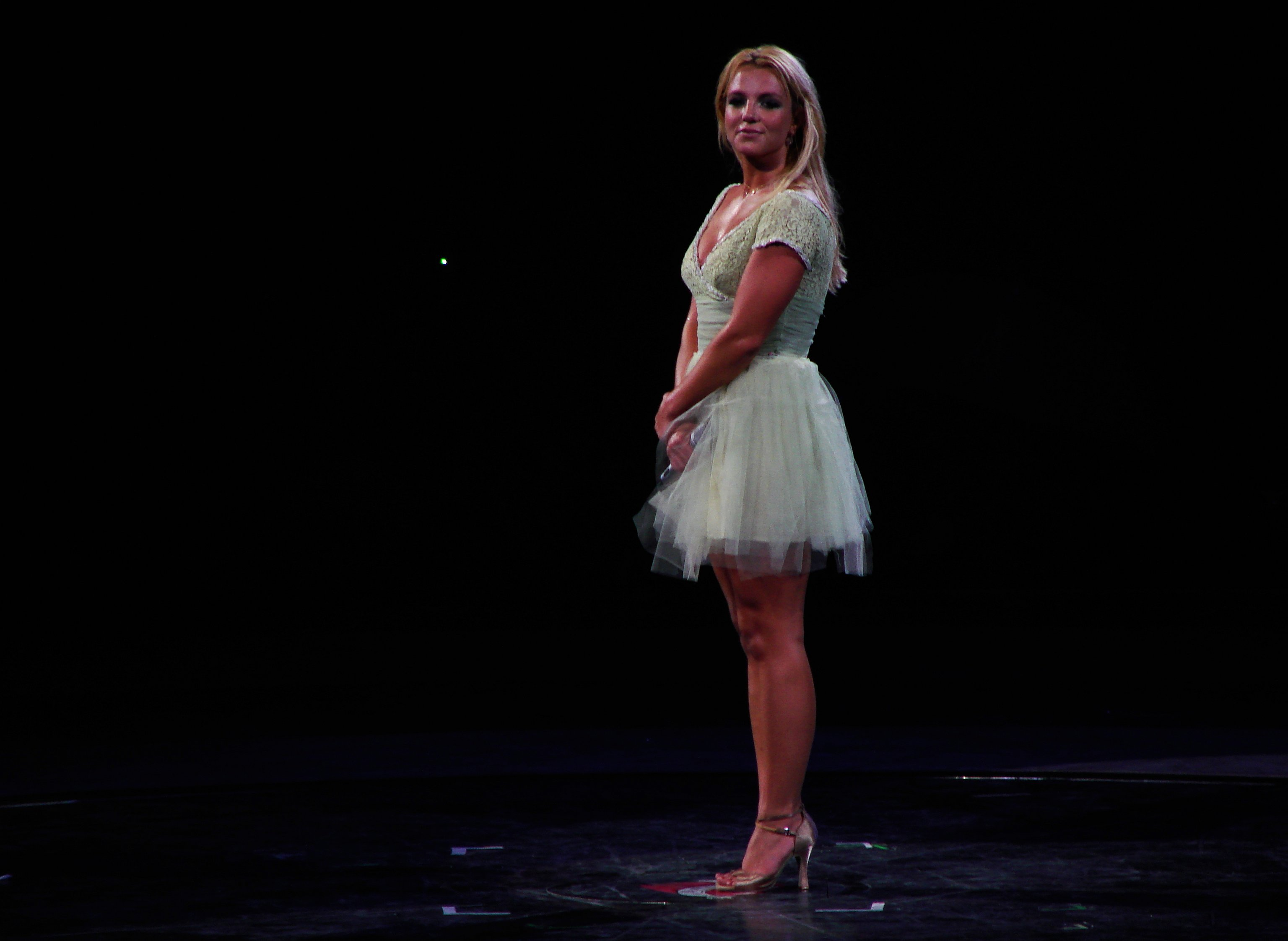
La chanson Telephone est initialement écrite pour l'interprète Britney Spears.

À l’origine, Gaga compose Telephone pour Britney Spears. Cependant, le label de Britney le rejette et Gaga enregistre la chanson en collaboration avec Beyoncé pour son album The Fame Monster. Gaga déclare sur le sujet qu'elle l'avait écrite longtemps auparavant et que Spears n'avait pas désiré l'inclure dans son album, ajoutant qu'elle l'inclurait dans l'un des siens, étant donné l'affection qu'elle porte à cette chanson.
De plus, l’artiste invitée sur le morceau devait être Spears mais, pour une raison inconnue, Gaga choisit finalement Beyoncé,. Dans ce titre, Gaga parle de sa peur de la suffocation ; elle a peur d’aimer le travail au point de ne plus avoir de temps pour elle, pour sortir avec ses amis et s’amuser. Elle a d’ailleurs déclaré à ce sujet : « La peur de la suffocation… Quelque chose que j’ai et dont la crainte m'empêche de m’amuser, […] Car j’aime tellement mon travail, je trouve que c’est vraiment dur de sortir et de passer un bon moment. […] Je ne vais pas en boîte, […] Vous ne voyez pas de photos de moi sortant d’un club ivre morte. ».
En mai 2011, Gaga révèle que sa « connexion émotionnelle » avec le titre est affectée. Lorsqu'il lui est demandé si la raison de cette difficulté émotionnelle est due au fait que le morceau ait d'abord été écrit pour Spears, Gaga répond : « En fait, ce n'est pas vraiment ce qui s'est passé, mais je ne veux pas aborder cela. Je le pourrais seulement si vous fermiez toutes ces caméras. Mais, ultimement, le mixage et le processus de production de Telephone a été très stressant pour moi. Alors, lorsque je dis qu'il s'agit de ma pire chanson, cela n'est pas en lien avec la piste, seulement avec la connexion émotionnelle que j'entretiens avec elle. ».

## Composition
Telephone a été écrite par Lady Gaga, Rodney Jerkins, LaShawn Daniels, Lazonate Franklin et Beyoncé. Bien que construite comme un solo, la chanson fut transformée en duo, Beyoncé apparaissant lors du deuxième couplet et, après un bref intermède, reparaît lors du refrain jusqu’à la fin du morceau. La chanson commence avec Gaga chantant d’une voix solennelle sur une mélodie de harpe, qui change après quelques phrases pour devenir plus rythmée. En résumé, la chanson décrit la situation suivante : Gaga est dans un club et son petit-ami ne cesse de l’appeler, mais celle-ci n’est pas en mesure de lui répondre car elle a un verre à la main et s’apprête à danser sur sa chanson favorite. Les couplets sont chantés rapidement, accompagnés par des doubles battements. Le refrain est construit comme suit : « Stop calling, stop calling, I don’t want to talk anymore ». La chanson prend fin sur la même mélodie de harpe qu’au début, une voix annonçant l'inaccessibilité temporaire de la ligne téléphonique. Selon les partitions publiées sur Musicnotes.com par Sony/ATV Music Publishing, la chanson a un tempo de 120 pulsations par minute.
Selon Gaga, la conversation dans les paroles de la chanson ne vient pas d’un téléphone, mais d’une voix dans sa tête qui lui dit de travailler de plus en plus durement. Gaga a expliqué que cela représentait sa peur que le téléphone sonne et qu’elle ne puisse pas répondre à cause de son emploi du temps trop chargé.

## Accueil critique

Gaga en avril 2010 vêtue d'un soutien-gorge et d'une culotte de cuir chantant Telephone lors du Monster Ball Tour à Perth en Australie.

Telephone a généré plusieurs commentaires et critiques musicales positives. Michael Hubbard du MusicOMH décrit la chanson comme étant « sûrement le meilleur morceau de The Fame Monster », en ajoutant que la fin de la chanson était originale par l'utilisation de la boîte vocale. Popojustice a comparé la chanson à What You Waiting For? de Gwen Stefani et The Way I Are de Timbaland. Le site a ainsi déclaré que « la structure musicale est intéressante [...] il y a quelque chose de spécial dans la collaboration avec Beyoncé, comme si c’était incorporé dans la chanson depuis le tout début ». Evan Sadwey de PopMatters a, pour sa part, affirmé que « la collaboration avec Beyoncé, avec son tempo rapide, se révèle être le duo de Gaga le plus excitant. Les voix ont l’air d’être prêtes à changer de style à tout moment, c’est une alchimie très spéciale, Telephone est sûrement le clou de The Fame Monster ».
Bill Lamb d'About a décrit la chanson comme une des meilleures de The Fame Monster en disant que « la participation de Beyoncé à la chanson lui donne un style très R&B et hip hop ». Lamb compare la chanson à Just Dance en commentant « c’est une chanson très étrange, elle est en quelque sorte le successeur de Just Dance. Bien que divertissante, Telephone est trop semblable à Just Dance pour figurer sur le deuxième album de Lady Gaga ».
Mikel Wood du Los Angeles Times a estimé que Telephone est « une description musicale de la façon dont une personne peut se sentir lorsqu’un homme l'appelle sans cesse quand elle est occupée ». Nicki Escuerdo du Phoenix New Times a décrit le morceau comme le plus intéressant de The Fame Monster.
Côté négatif, la critique s'en donne aussi à cœur joie, Sarah Hajhbagheri de The Times n’ayant pas été impressionnée par la chanson et affirmant que « l’apparition de Beyoncé ajoute un sentiment de désordre ». De son côté, Melanie Bertolodi du magazine Billboard a déclaré que « tout comme Blah Blah Blah de Kesha, les appareils téléphoniques sont mis en vedette dans cette chanson. Gaga et Beyoncé n’ont qu’un seul but : faire danser les gens ».
En France, Ouest-France regrette un morceau « fade, horriblement classique et aux paroles digne d'un épisode du Miel et les abeilles » tandis que les journalistes d’Ozap décrivent le refrain du titre comme étant « incroyablement accrocheur » tout en déplorant la production trop chargée dont Telephone a bénéficié,.

## Performance dans les hit-parades
En novembre 2009, en raison des fortes ventes numériques, la chanson se retrouve dans les hit-parades irlandais, australiens et anglais, en débutant respectivement aux numéros 26, 29 et 30. La chanson débute dans les classements américains en s'installant au no 20 du Billboard Hot 100 lors de la semaine du 12 décembre, là encore en raison des ventes numériques. Après quelques semaines passées à régresser, la chanson se classe no 3, devenant le sixième Top 5 consécutif de Gaga aux États-Unis.

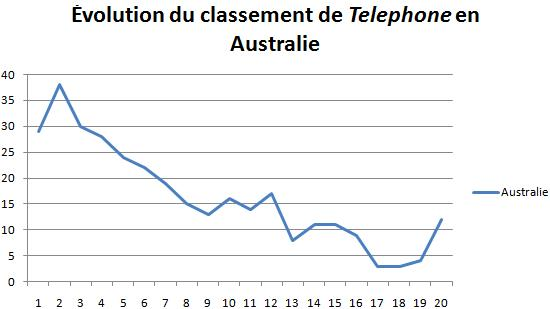
Graphique retraçant les 20 premières semaines de Telephone dans le classement australien.

La chanson se classe no 1 du Hot Dance Club Songs chart, dans la semaine du 27 février. Le 15 mars, Billboard annonce que le morceau atteint la première place du Pop Songs chart, devenant le sixième titre consécutif de Gaga no 1 de ce classement. C’est également le sixième titre de Beyoncé à se hisser au premier rang des classements pop. Elles détiennent ainsi toutes deux le record du nombre de titres hissés à la première place de ce classement. De plus, Gaga et Beyoncé, tout comme Mariah Carey, détiennent, grâce à ce titre, le plus grand nombre de no 1 au Top 40 airplay chart, autrement dit le classement des chansons les plus diffusées sur les ondes.
En Australie, la chanson réussit à se classer 8e. Elle est certifiée disque d’or par l’ARIA (Australian Recording Industry Association) pour ses 35 000 copies écoulées. En Nouvelle-Zélande, la chanson fait son entrée en 31e position (la meilleure entrée de cette semaine). Dans la semaine du 16 mars, elle se hisse à la 16e place. Il faudra attendre le 28 mars 2010 pour voir la chanson certifiée disque d'or et la semaine du 5 avril 2010 pour la voir atteindre la 3e place du classement national.
Telephone entre à la quatorzième place du Canadian Hot 100, puis prend la troisième place des classements canadiens, devenant le sixième Top 3 consécutif dans ce pays. Le titre entre aussi à la trente-troisième place des classements suédois, et à la troisième place des classements hongrois. Ce n'est que quelques semaines plus tard, le 14 mai 2010 que le titre, alors en fin d'exploitation avec la sortie d'Alejandro, se classe 2e des hit-parades suédois,. La semaine du 29 mars, le titre se classe également 1er des classements norvégiens,.
Au Royaume-Uni, après de nombreuses semaines passées en dehors du Top 30, Telephone atteint la 12e place du UK Singles Chart, dans la semaine du 15 mars, avant d’attendre le top du classement la semaine suivante, faisant du morceau le 4e single de Gaga numéro 1 au Royaume-Uni, et le 7e de Beyoncé, en incluant les singles des Destiny's Child. En Irlande, la chanson entre en trente-sixième position, grâce aux nombreux téléchargements à la suite de la sortie de The Fame Monster. Dans la semaine du 18 mars, la chanson atteint la seconde place, puis prend la place suprême du classement la semaine qui suit.
En France, la chanson entre en 49e position du classement des téléchargements de singles, puis monte doucement pendant deux semaines aux places 46, puis 43, avant une grosse progression de 14 rangs lors de la semaine du 8 mars puis de 21 rangs la semaine qui suit, pour finalement se classer 8e dans la semaine du 15 au 21 mars.
En Belgique, la chanson se classe en première position de l'Ultratop durant 5 semaines ce qui en fait son deuxième numéro un après Poker Face.
La popularité de la chanson gagne peu à peu d'autres pays. C'est ainsi que le titre se classe 1er des charts au Danemark lors de la semaine du 16 avril. Peu à peu, la piste atteint de hauts sommets dans les palmarès de nouveaux horizons et se classe notamment dans plusieurs pays d'Amérique du Sud, incluant le Brésil où elle atteint la 3e place. Le succès du titre gagne finalement les pays d'Europe de l'Est où la chanson se classe 6e en Slovaquie, 7e en Roumanie et 9e en République tchèque.

## Clip vidéo

### Réalisation et sortie
Le vidéoclip, réalisé par Jonas Åkerlund, a été tourné le 28 janvier 2010,. Le New York Magazine annonce que le concept de la vidéo implique une prison, dans laquelle Gaga serait libérée par Beyoncé. Des photos du tournage montrent alors Gaga et Beyoncé en train de tourner une scène dans le Pussy Wagon, la voiture que le personnage d’Uma Thurman, Beatrix Kiddo, conduit dans le film Kill Bill de Quentin Tarantino.
D’autres scènes de la vidéo se situent dans un restaurant en bord de route, scène dans laquelle apparaît brièvement le chanteur Tyrese Gibson, ainsi que dans une prison pour femmes. Gaga, Beyoncé et les danseurs portent des jeans troués des designers Frank Fernández et Oscar Olima.
Dans une interview pour la chaîne E! Online, Gaga explique la signification plus profonde de la vidéo :
« Il y avait cette incroyable qualité dans Paparazzi, avec cette pure musique pop mais en même temps il y avait un commentaire sur la célébrité. J’ai voulu faire la même chose avec cette vidéo. […] Il y a certainement cette qualité inspirée de Tarantino dans le clip de Telephone. […] Sa participation directe vient de l’utilisation de son Pussy Wagon. On a échangé nos idées lors d’un simple repas à Los Angeles, où je lui ai parlé de mon concept de la vidéo. Il a adoré ça et m’a dit : ‘Tu dois utiliser le Pussy Wagon’ ».
Le 5 février 2010, Gaga donne une interview pour KIIS-FM avec Ryan Seacrest. Elle parle de la vidéo en disant : « Ce que j’aime à propos de cette vidéo c’est qu'il s'agit d'un vrai événement dans la Pop, et quand j’étais petite, j’étais toujours excitée quand il y avait un énorme événement dans la musique pop et c’est ce que j’ai voulu que la vidéo soit ».
Le 15 février 2010, trois photos promotionnelles du vidéoclip sont diffusées sur le site web officiel de Gaga. Les photos montrent Gaga dans trois scènes distinctes. La première dans une salle de restaurant au cours de laquelle elle porte une robe en plastique, un chapeau de chef cuisinier et une perruque contenant un téléphone jaune. La deuxième dans la même salle du restaurant avec ses danseurs, dans laquelle elle porte un bandeau et un bikini à l’effigie du drapeau américain. La troisième, en noir et blanc, montre Gaga portant un couvre-chef composé de multiples triangles bleus et d’un téléphone de la même couleur. La première du vidéoclip devait avoir lieu à l’origine en février 2010, mais fut repoussée en mars 2010,,. Le 9 mars 2010, plusieurs autres photos du vidéoclip sont mises en ligne sur le site de Gaga. La première de la vidéo a finalement lieu le 11 mars 2010 lors de l’émission télévisée E!News et sur le site Vevo.

### Scénario et influences

Logo Fabriquons un Sandwich, que l'on trouve dans le clip de Lady Gaga lors de la scène du sandwich empoisonné.

Des dires mêmes de Gaga, Telephone constitue la suite de Paparazzi puisque celle-ci est envoyée dans une prison pour femmes après avoir empoisonné son petit copain. Le vidéo-clip dure un total de 9 minutes et 32 secondes.
Après son entrée en prison, où Gaga profite d'une des scènes pour démentir une rumeur d'hermaphrodisme, on retrouve Gaga en compagnie de ses codétenues dans la cour de la prison, où celles-ci écoutent Paper Gangsta, l'une des chansons bonus incluse dans The Fame. Gaga porte alors des lunettes fabriquées avec des cigarettes allumées et une femme à l'allure androgyne s'approche d'elle, finissant par l'embrasser. Gaga en profite alors pour lui subtiliser son téléphone portable. On retrouve ensuite les détenues dans une des salles communes de la prison où elles passent leur temps libre et où d'ailleurs, Natali Germanotta, la sœur de Gaga, fait une apparition.
La chanson démarre lorsqu'elle reçoit un appel dans la salle commune où elle commence à danser, poursuivant cette danse avec certaines de ses codétenues en petite tenue dans le couloir. Elle est ensuite libérée de prison, et Beyoncé, alias Honey Bee, faisant référence au personnage d'Honey Bunny,, vient la chercher dans sa camionnette jaune appelée Pussy Wagon.
Lady Gaga et Beyoncé se rendent alors dans un restaurant près d'une autoroute du Grand Ouest, où Beyoncé est vêtue d'une tenue de latex et d'un chapeau de cowboy jaunes. Elle y retrouve son petit copain, au comportement grossier, qui n'hésite pas à draguer d'autres jeunes femmes. Elle entreprend alors de le tuer en versant du liquide empoisonné dans son café. Lady Gaga, de son côté, cuisine et empoisonne les plats qui serviront à achever le petit copain d'Honey Bee ainsi que toutes les autres personnes et animaux présents dans le restaurant. Cette scène n'est d'ailleurs pas sans rappeler une scène similaire du film Thelma et Louise. Lorsque tout le monde est mort, Lady Gaga et Beyoncé exécutent la chorégraphie finale en compagnie de leurs danseurs, avec des tenues rappelant toutes le drapeau américain. On voit ensuite un plan où Lady Gaga est seule, en tenue léopard devant le Pussy Wagon.
Peu après le meurtre, Gaga et Beyoncé prennent la fuite, et l'on peut voir un extrait de reportage sur le multiple homicide qu'elles viennent de commettre, considéré comme « The Telephone Effect » (« L'effet du téléphone »). Retour sur un plan où Lady Gaga et Beyoncé sont devant la camionnette en tenues voilées de style sahariennes. Enfin, dans la dernière scène, on voit Gaga et Knowles s'enfuir dans leur Pussy Wagon, avec l'ombre d'un hélicoptère les suivant à la trace. La fin du clip en laisse alors présager un autre puisque le plan final est un message indiquant « To be continued... », autrement dit « À suivre... ».

### Apparitions
Dans le clip, plusieurs célébrités font leur apparition. C'est le cas notamment de Tyrese Gibson qui joue le rôle du petit ami de Beyoncé au restaurant,. Apparaissent aussi en caméo les Semi Precious Weapons, un groupe de glam rock, première partie des concerts du Monster Ball Tour de Lady Gaga jusqu'au 27 novembre 2009, ravis de mourir à la fin du clip, ceux-ci déclarant à ce sujet que le vidéoclip est en fait un « mélodrame violent et glamour »,,. Heather Cassils, entraîneuse sportive personnelle, fait également une apparition dans le vidéoclip, celle-ci embrassant Gaga lors de la scène se déroulant dans la cour de la prison. À propos de ce baiser, elle déclare en interview pour le magazine Out que « cela ressemblait vraiment à quelque chose de naturel à faire ». Beyoncé Knowles, collaboratrice dans la chanson, apparait aussi bien évidemment dans le clip. Fière d'adopter un nouveau style, celle-ci affirma au Tyra Banks Show que Gaga est « une personne très intelligente ». Il est à noter également la présence d'Alektra Blue, célèbre actrice pornographique jouant une des femmes de la prison, derrière les barreaux lors de l'arrivée de Gaga. Une autre actrice pornographique, Jessica Drake apparaît également derrière les barreaux. Jay Trcka, interprétant l'une des deux agents de sécurité escortant Gaga en prison, joue aussi le rôle de Mrs. Mann dans le film Scary Movie,.

### Références et clins d'œil

Gaga en mars 2010 vêtue d'un soutien-gorge et d'une culotte de cuir ainsi que d'un masque chantant Telephone lors du Monster Ball Tour à Newcastle en Angleterre.

### Réception

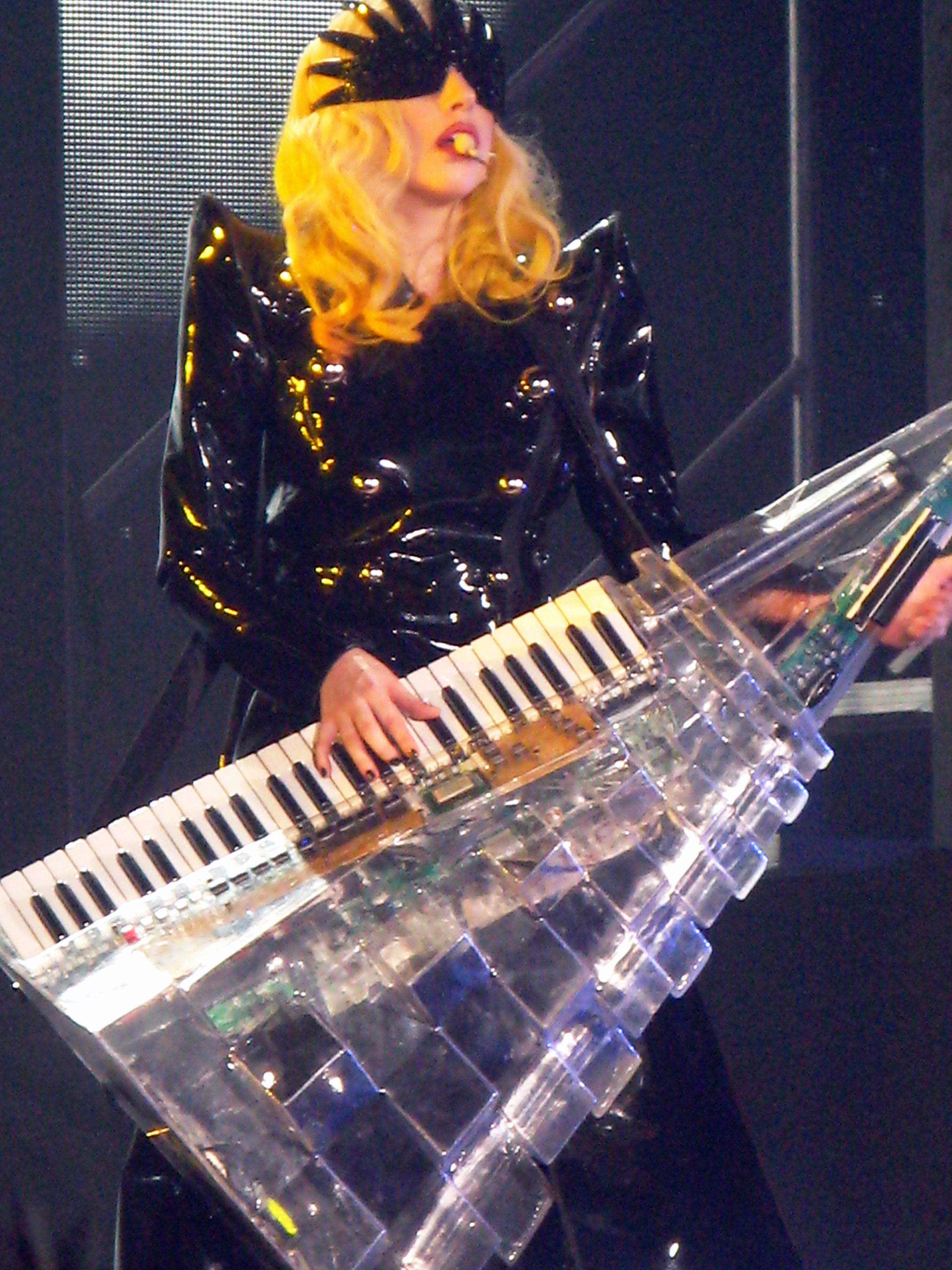
Gaga en mars 2010 portant un masque et jouant du keytar tout en chantant Telephone lors du Monster Ball Tour à Birmingham au Royaume-Uni.

## Interprétations en direct

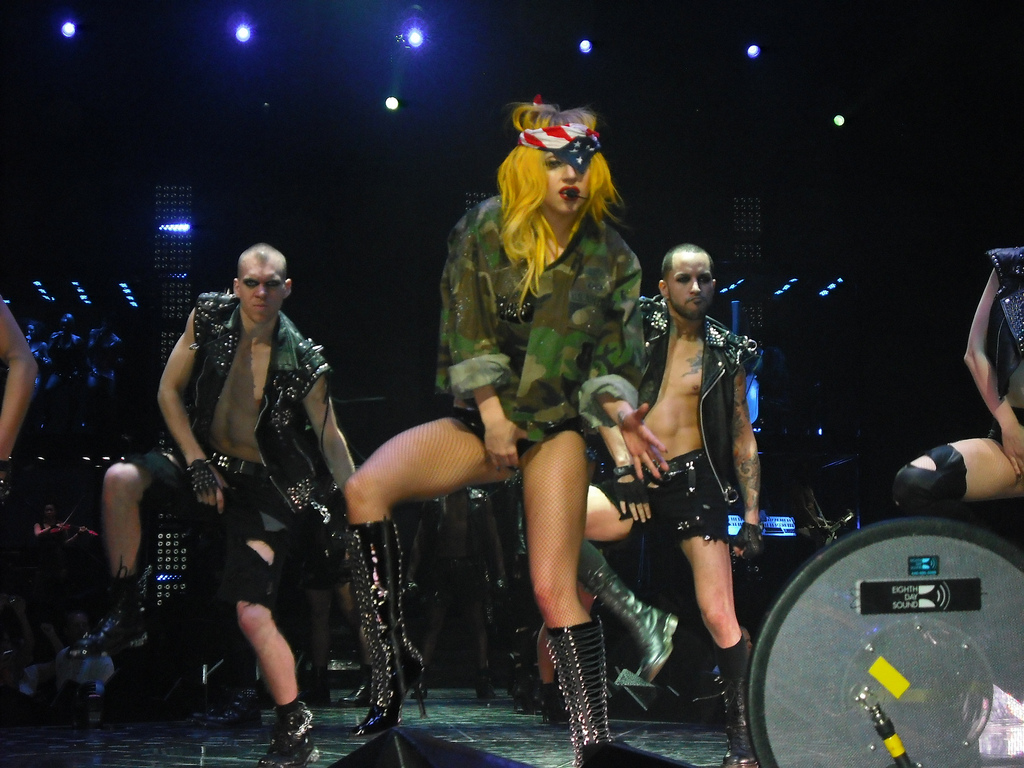
Gaga en mars 2011 accompagnée de ses danseurs chantant Telephone lors du Monster Ball à Louisville aux États-Unis.